# Bertiera
Bertiera é um género botânico pertencente à família Rubiaceae.

## Espécies
- Bertiera pauloi